# Griechische Baumschlinge
Die Griechische Baumschlinge (Periploca graeca) ist eine Pflanzenart der Gattung Baumschlingen (Periploca) aus der Unterfamilie Periplocoideae, die in die Familie der Hundsgiftgewächse gestellt wird.

## Merkmale
Die Griechische Baumschlinge ist ein sommergrüner, aufrechter oder windender Strauch, der Wuchshöhen von 5 bis 15 Meter erreicht. Die Rinde ist rotbraun, teilweise bereift und rissig. 
Die einfachen Laubblätter sind gegenständig, kurz gestielt, 4 bis 12 Zentimeter lang und 2 bis 7 Zentimeter breit sowie eiförmig bis elliptisch oder lanzettlich und ganzrandig bis spärlich behaart. Das obere Ende ist spitz bis stumpf, manchmal auch zu einer kurzen Spitze ausgezogen, der Grund ist keilförmig bis abgerundet. Die Oberseite der Blätter ist glänzend und dunkelgrün, die Unterseite heller und bläulichgrün. Die Blätter sind leicht gewellt und bleiben bis zum Laubfall im Herbst grün.
Die Blüten sind fünfzählig, außen grünlich und innen schmutzigviolett. Ihr Durchmesser beträgt 2 bis 2,5 Zentimeter. Sie sind zu 8 bis 15 in end- oder achselständigen Trauben angeordnet. Der Kelch ist glockenförmig und 3 bis 5 Millimeter lang. Die Kelchzipfel sind ungefähr so wie die Kelchröhre. Sie sind außen lang und weiß behaart. Die Kronblätter sind 8 bis 14 Millimeter lang und 2 bis 3 Millimeter breit und nur an der Basis miteinander verwachsen. Sie sind länglich-lanzettlich, stumpf und am Rand zurückgeschlagen. Die Oberseite ist vor allem an den Rändern lang weiß behaart, die Unterseite ist kahl. Die Zipfel sind während der Blütezeit radförmig ausgebreitet. Die Staubblätter verbindet am Grund ein Kranz. Sie laufen in 5 kronblattartige, lang zugespitzte Schuppen aus und bilden ein Nebenkrönchen. Die Staubfäden sind schmutzig-violett, frei und stoßen über dem Narbenkopf bogenförmig zusammen. Die Staubbeutel sind an der Rückseite behaart, haben ein kurzes Anhängsel und bilden mit dem Narbenkopf eine Gynostegium genannte Einheit. Je 4 Pollenkörner sind zu einer Einheit (Tetrade) verklebt. 
Die Frucht ist glatt, braun und besteht aus 2 Fruchtblättern, die nur an der Basis verwachsen sind. Jedes Fruchtblatt ist 5 bis 12 Zentimeter lang, länglich-walzenförmig und öffnet sich balgartig an der Bauchnaht. Die Samen sind 8 bis 12 Millimeter lang, schwarz-braun, länglich-walzenförmig und mit mehreren Längsleisten besetzt. Am oberen Ende tragen sie einen 25 bis 30 Millimeter langen Schopf aus weißen, seidenglänzenden Haaren.
Blütezeit ist von Juli bis August.
Die Chromosomenzahl beträgt 2n = 22.

## Vorkommen

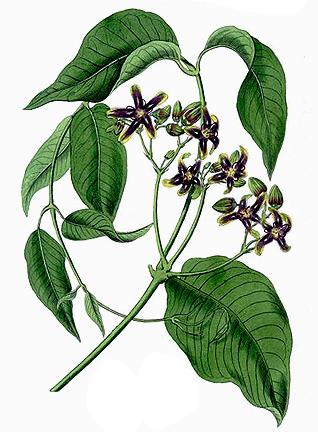
Griechische Baumschlinge, Illustration

Die Griechische Baumschlinge kommt im östlichen Mittelmeergebiet von Italien ostwärts über den Balkan und nach Osten hin bis zum Kaukasus vor. Sie wächst in Auwäldern, an Wasserläufen, an Waldrändern und in Gebüschen. Häufig ist sie in Macchien zu finden. Sie bevorzugt lockere und nährstoffreiche Böden in warmen, sonnigen Lagen.